# مرحبا بكم في رايليز
مرحبا بكم في رايليز (بالإنجليزية: Welcome to the Rileys)‏ هو فيلم دراما بريطاني-أمريكي من إخراج جيك سكوت سنة 2010، وبطولة كل من كريستين ستيوارت وميليسا ليو وجيمس غاندولفيني. عُرض الفيلم لأول مرة في مهرجان صاندانس السينمائي سنة 2010.

## القصة
بعد أن استمر زواجهما لما يقرب من ثلاثين عامًا، فإن دوج (جيمس جاندولفيني) ولويس (ميليسا ليو) نادرًا ما يتخاطبان الآن. هي لا تغادر المنزل مطلقًا وقامت بإعداد المقبرة التي سوف يدفنان بها، أما هو فلديه عشيقة قام بدعوتها للذهاب معه إلى مؤتمر في نيو أورلينز. يتصل دوج بزوجته ليخبرها أنه قد يبقى في نيو أورلينز لبعض الوقت. يكون على لويس أن تحاول التحرر من مخاوفها، في الوقت الذي يكتشف فيه دوج الفرق بين تطلعاته الجديدة وحياته التي تركها خلفه.

## روابط خارجية
- مرحبا بكم في رايليز على موقع IMDb (الإنجليزية)
- مرحبا بكم في رايليز على موقع ميتاكريتيك (الإنجليزية)
- مرحبا بكم في رايليز على موقع روتن توميتوز (الإنجليزية)
- مرحبا بكم في رايليز على موقع نتفليكس (الإنجليزية)
- مرحبا بكم في رايليز على موقع ألو سيني (الفرنسية)
- مرحبا بكم في رايليز على موقع Turner Classic Movies (الإنجليزية)
- مرحبا بكم في رايليز على موقع أول موفي (الإنجليزية)
- مرحبا بكم في رايليز على موقع بوكس أوفيس موجو (الإنجليزية)
- مرحبا بكم في رايليز على موقع فيلمافينيتي (الإسبانية)
- مرحبا بكم في رايليز على موقع قاعدة بيانات الأفلام السويدية (السويدية)